# Фармінгтон (Міннесота)
Фармінгтон (англ. Farmington) — місто (англ. city) в США, в окрузі Дакота штату Міннесота. Населення — 23 632 особи (2020).

## Географія
Фармінгтон розташований за координатами 44°39′24″ пн. ш. 93°10′4″ зх. д. / 44.65667° пн. ш. 93.16778° зх. д. (44.656655, -93.167864).  За даними Бюро перепису населення США в 2010 році місто мало площу 38,70 км², з яких 38,05 км² — суходіл та 0,66 км² — водойми.

## Демографія
Згідно з переписом 2010 року, у місті мешкало 21 086 осіб у 7066 домогосподарствах у складі 5426 родин. Густота населення становила 545 осіб/км².  Було 7412 помешкання (192/км²).
Расовий склад населення:
| - 89,8 % — білих - 3,6 % — азіатів - 2,1 % — чорних або афроамериканців - 0,5 % — корінних американців - 0,1 % — вихідців з тихоокеанських островів - 1,1 % — осіб інших рас |

До двох чи більше рас належало 2,8 %. Частка іспаномовних становила 3,6 % від усіх жителів.
За віковим діапазоном населення розподілялося таким чином: 33,3 % — особи молодші 18 років, 61,1 % — особи у віці 18—64 років, 5,6 % — особи у віці 65 років та старші. Медіана віку мешканця становила 31,6 року. На 100 осіб жіночої статі у місті припадало 100,3 чоловіків;  на 100 жінок у віці від 18 років та старших — 97,0 чоловіків також старших 18 років.
Середній дохід на одне домашнє господарство  становив 94 457 доларів США (медіана — 87 925), а середній дохід на одну сім'ю — 103 686 доларів (медіана — 94 138). Медіана доходів становила 58 495 доларів для чоловіків та 45 391 долар для жінок. За межею бідності перебувало 2,8 % осіб, у тому числі 2,8 % дітей у віці до 18 років та 6,5 % осіб у віці 65 років та старших.
Цивільне працевлаштоване населення становило 12 410 осіб. Основні галузі зайнятості: освіта, охорона здоров'я та соціальна допомога — 20,3 %, виробництво — 13,9 %, роздрібна торгівля — 11,4 %.